# Basketbol'nyj klub Chimki 2019-2020
Questa voce raccoglie le informazioni riguardanti il Basketbol'nyj klub Chimki nelle competizioni ufficiali della stagione 2019-2020.

## Stagione
La stagione 2019-2020 del Basketbol'nyj klub Chimki è la 21ª nel massimo campionato russo di pallacanestro, la VTB United League.

## Roster
Aggiornato al 27 luglio 2019
| Chimki 2019-20 | Chimki 2019-20 |
| Giocatori      | Staff tecnico  |
| -------------- | -------------- |

| N. | Naz.                   | Ruolo | Nome               | Anno | Alt.   | Peso   |  |
| -- | ---------------------- | ----- | ------------------ | ---- | ------ | ------ |  |
| 0  | Stati Uniti (bandiera) | C     | Thomas Robinson    | 1991 | 208 cm | 108 kg |  |
| 1  | Russia (bandiera)      | PG    | Aleksej Šved       | 1988 | 198 cm | 86 kg  |  |
| 3  | Stati Uniti (bandiera) | P     | Chris Kramer       | 1988 | 191 cm | 90 kg  |  |
| 5  | Stati Uniti (bandiera) | AC    | Devin Booker       | 1991 | 205 cm | 113 kg |  |
| 6  | Lettonia (bandiera)    | AP    | Jānis Timma        | 1992 | 203 cm | 103 kg |  |
| 7  | Russia (bandiera)      | GA    | Sergej Karasëv     | 1993 | 201 cm | 95 kg  |  |
| 8  | Russia (bandiera)      | G     | Vjačeslav Zajcev   | 1989 | 190 cm | 86 kg  |  |
| 9  | Russia (bandiera)      | G     | Egor Vjal'cev      | 1985 | 193 cm | 88 kg  |  |
| 10 | Russia (bandiera)      | C     | Andrej Desjatnikov | 1994 | 217 cm | 98 kg  |  |
| 11 | Svezia (bandiera)      | AG    | Jonas Jerebko      | 1987 | 208 cm | 105 kg |  |
| 12 | Russia (bandiera)      | AP    | Sergej Monja (C)   | 1983 | 202 cm | 103 kg |  |
| 13 | Stati Uniti (bandiera) | AG    | Anthony Gill       | 1992 | 203 cm | 104 kg |  |
| 15 | Russia (bandiera)      | AC    | Pëtr Gubanov       | 1987 | 207 cm | 105 kg |  |
| 16 | Russia (bandiera)      | G     | Timofej Jakušin    | 1997 | 194 cm | 82 kg  |  |
| 24 | Serbia (bandiera)      | P     | Stefan Jović       | 1990 | 198 cm | 94 kg  |  |
| 25 | Russia (bandiera)      | C     | Timofej Mozgov     | 1986 | 216 cm | 125 kg |  |
| 31 | Russia (bandiera)      | A     | Evgenij Valiev     | 1990 | 205 cm | 93 kg  |  |
| 34 | Russia (bandiera)      | A     | Maksim Baraškov    | 1998 | 201 cm | 93 kg  |  |
| 41 | Russia (bandiera)      | A     | Igor' Vol'chin     | 1997 | 200 cm | 90 kg  |  |
| 40 | Stati Uniti (bandiera) | A     | Jeremy Evans       | 1987 | 206 cm | 91 kg  |  |
| 45 | Lettonia (bandiera)    | G     | Dairis Bertāns     | 1989 | 193 cm | 91 kg  |  |
| 50 | Russia (bandiera)      | G     | Ivan Evstigneev    | 1999 | 194 cm | 84 kg  |  |

| Allenatore |
| - Rimas Kurtinaitis |
| Assistente/i |
| - Aurimas Jasilionis - Robertas Kuncaitis - Giedrius Kurtinaitis Legenda - (C) Capitano - (IN) Inattivo - Infortunato Roster |

## Mercato

### Sessione estiva
| Acquisti | Acquisti           | Acquisti             | Acquisti          | Acquisti |
| R.a      | Nome               | da                   | Modalità          |          |
| -------- | ------------------ | -------------------- | ----------------- | -------- |
| GA       | Sergej Karasëv     | Zenit S. Pietroburgo | definitivo        |          |
| AP       | Jānis Timma        | Olympiakos           | riscatto prestito |          |
| AG       | Anthony Gill       | Free agent           | definitivo        |          |
| G        | Dairis Bertāns     | N.O. Pelicans        | definitivo        |          |
| C        | Andrej Desjatnikov | Zenit S. Pietroburgo | definitivo        |          |
| A        | Evgenij Valiev     | Zenit S. Pietroburgo | definitivo        |          |
| AC       | Devin Booker       | Bayern Monaco        | definitivo        |          |
| P        | Stefan Jović       | Bayern Monaco        | definitivo        |          |
| C        | Timofej Mozgov     | Orlando Magic        | definitivo        |          |
| A        | Jeremy Evans       | Darüşşafaka          | definitivo        |          |
| P        | Chris Kramer       | Rytas Vilnius        | definitivo        |          |
| AG       | Jonas Jerebko      | G.S. Warriors        | definitivo        |          |

| Cessioni | Cessioni        | Cessioni             | Cessioni       | Cessioni |
| R.       | Nome            | a                    | Modalità       |          |
| -------- | --------------- | -------------------- | -------------- | -------- |
| A        | Andrej Zubkov   | Zenit S. Pietroburgo | fine contratto |          |
| G        | Charles Jenkins | Stella Rossa         | fine contratto |          |
| C        | Dmitrij Sokolov |                      | ritirato       |          |
| GA       | Casey Prather   | Melbourne United     | fine contratto |          |
| AG       | Jordan Mickey   | Real Madrid          | fine contratto |          |
| G        | Tony Crocker    | Karşıyaka            | fine contratto |          |
| P        | Stefan Marković | Virtus Bologna       | fine contratto |          |
| P        | Andrew Harrison | G.S. Warriors        | fine contratto |          |
| A        | Malcolm Thomas  | Shanxi Loongs        | fine contratto |          |

### Dopo l'inizio della stagione
| Acquisti | Acquisti        | Acquisti          | Acquisti        | Acquisti   |
| R.       | Nome            | da                | Data            | Modalità   |
| -------- | --------------- | ----------------- | --------------- | ---------- |
| C        | Thomas Robinson | Sichuan B. Whales | 6 febbraio 2020 | definitivo |

| Cessioni | Cessioni        | Cessioni    | Cessioni         | Cessioni |
| R.       | Nome            | a           | Data             | Modalità |
| -------- | --------------- | ----------- | ---------------- | -------- |
| A        | Evgenij Valiev  | Parma Perm' | 2 dicembre 2019  | prestito |
| G        | Timofej Jakušin | Parma Perm' | 12 dicembre 2019 | prestito |